# トム・フレッシュ

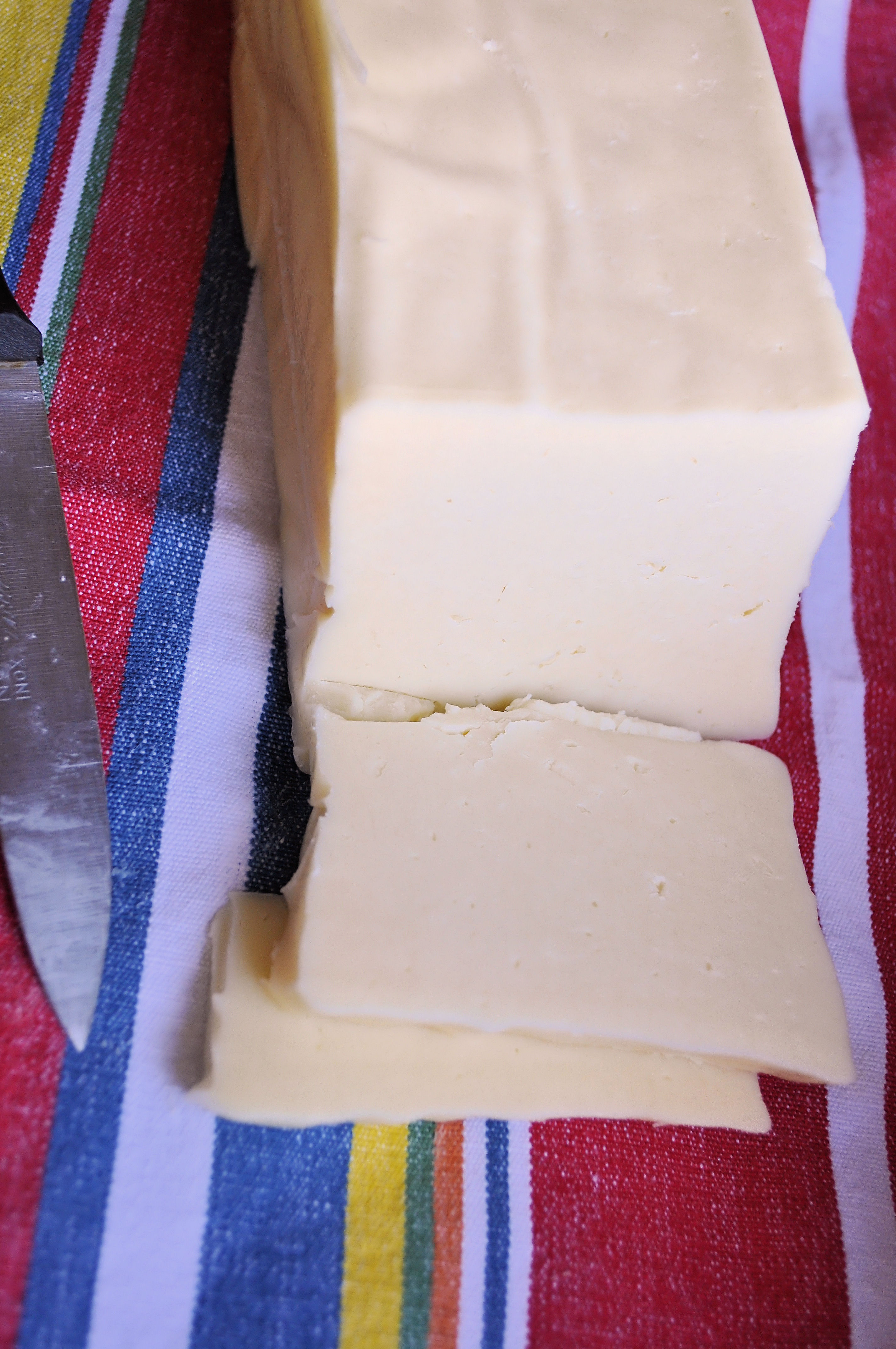
トム・フレッシュ

トム・フレッシュ、トム・フレーシュ （フランス語: tome fraîche、tomme fraîche）は、牛乳から作られる圧搾されたカード。チーズ の製造過程の中で生産されるもの。熟成が数時間のみ行われるが、塩味はない。伝統的にはフランスの中央高地にあるオーブラック地方で製造される。
直訳すれば「若いチーズ」の意。
トム・フレッシュという名前は、オック語で若いチーズ を意味するtomaがフランス語化したもの。 
カンタルやライオール、サレール（すべてほぼ同種のチーズ）の熟成前のものをさす。ライオールのトム・フレッシュで作ったアリゴ はオーブラックの郷土料理。
工程で言えば、チーズを作る際にまずカードを作るが、その後水を切り、熟成するまでの間の状態がトム･フレッシュということになる。上述の各種AOCチーズに整形・熟成する前の状態であり、形状としては非常に「巨大な塊」を示す。重量は45kg前後、20kgなどとされる。2-5kgほどにパックするケースもある。
なお、トム（フランス語: tome, tomme）という語には他にサヴォワやスイスで作られる牛乳を原料とするチーズや、フランス南東部で作られるヤギやヒツジの乳を原料とするチーズを指す総称としての用法もある。